# Barbatula barbatula
Barbatula barbatula é uma espécie de peixe actinopterígeo da família Balitoridae.
Pode ser encontrada nos seguintes países: Alemanha, Áustria, Bielorrússia, Bélgica, Bulgária, China, República Checa, Dinamarca, Eslováquia, Espanha, Estónia, Finlândia, França, Hungria, Irlanda, Itália, Japão, Coreia do Norte, Coreia do Sul, Letónia, Liechtenstein, Lituânia, Luxemburgo, Moldávia, Países Baixos, Polónia, Reino Unido, Roménia, Rússia, Sérvia, Suécia, Suíça e Ucrânia.